# 邝耀龙
邝耀龙，生卒年不詳，籍贯广东省香山县黄梁都小濠涌村(今属珠海市斗门区斗门镇)人，清朝政治人物、武進士出身。

## 簡歷
按珠海市《古代科举(职官)人物表:清朝》记载：邝耀龙，字勇敬,籍贯广东省香山县黄梁都小濠涌村(今属珠海市斗门区斗门镇)人,出身光绪武进士。